# La Fiancée (film, 1980)
Pour les articles homonymes, voir La Fiancée.
Pour plus de détails, voir Fiche technique et Distribution.
La Fiancée (Die Verlobte) est un film dramatique est-allemand réalisé par Günther Rücker (de) et Günter Reisch, sorti en 1980. C'est une adaptation de deux romans d'Eva Lippold (de) : Haus der schweren Tore, publié en 1971, et Leben wo gestorben wird, publié en 1974.

## Synopsis
En 1934 en Allemagne, la communiste Hella Lindau s'engage avec son ami Hermann Reimers contre les fascistes. Bien qu'elle se rende compte que sa camarade Irene n'est pas à la hauteur de la tâche et qu'elle mette les autres en garde, on ne prend pas ses doutes au sérieux. Hermann demande à Hella d'apporter une grosse somme d'argent chez Irene, et elle se rend bientôt compte qu'Irene l'a trahie et qu'un comité d'accueil l'attend. Hella est arrêtée, prend la faute sur elle et est condamnée à dix ans de réclusion. Elle passe les deux premières années en isolement. Sa seule liaison vers le monde extérieur est une petite fenêtre de sa cellule. Ses conditions de détention s'assouplissent quelque peu au bout de deux ans. Elle entre en contact avec d'autres femmes en se lavant, mais est punie de douze jours de détention dans le noir lorsqu'elle proteste du traitement reservé à certaines de ses codétenues. On coupe court à une première entrevue entre elle et Hermann pour punir Hella de n'avoir pas terminé le travail qui lui avait été attribué. Elle redouble alors d'obéissance et d'effort et on lui permet enfin de parler à Hermann. Lors de leurs retrouvailles, Hella fond en larmes.
Hermann s'était battu en vain pour pouvoir épouser Hella en détention, et il tente désormais de se rapprocher d'un agent de la Gestapo, Hensch. Comme le père de Hermann, Hensch est un apiculteur passionné. Grâce à l'entregent de Hensch, Hermann obtient que les conditions de détention d'Hella soient améliorées au bout de trois ans. Elle est affectée à la blanchisserie où, en tant que « détenue politique », on lui confie le linge des fonctionnaires que les autres blanchisseuses, prostituées et meurtrières, n'ont pas le droit de toucher. Au cours de ses années de détention, Hella conserve son amour pour Hermann, qui lui écrit des lettres.
De temps en temps, les prisonniers apprennent les événements politiques qui se déroulent hors des murs de la prison. Le pacte de non-agression germano-soviétique plonge Hella dans un profond doute et une grande confusion. Les quelques communistes présents dans la prison considèrent la campagne de Russie avec un certain attentisme : le pays est grand et l'avancée ne pourra pas durer plus de deux ans. La guerre tourne au vinaigre et les villes allemandes sont ravagées. Hermann doit se présenter régulièrement au bureau de la Gestapo. Peu avant la libération d'Hella, Hermann est arrêté en 1944, car de nombreuses preuves ont été rassemblées au fil des années contre lui et d'autres communistes. Hella est convoquée et interrogée à nouveau, mais elle maintient ses déclarations initiales comme quoi elle est la seule responsable. En prison, Hella, couverte par une gardienne, est autorisée à se rendre en cachette auprès de Hermann et embrasse intimement ce dernier, menotté. Hermann est emmené et déporté. Dans une lettre à Hella, il prédit sa mort. Lorsqu'Hella est libérée du pénitencier, elle se rend seule devant la maison d'Hermann.

## Fiche technique
Sauf indication contraire, les informations mentionnées dans cette section peuvent être confirmées par la base de données cinématographiques IMDb,  présente dans la section « Liens externes ».
- Titre original : Die Verlobte
- Titre français : La Fiancée
- Réalisateur : Günther Rücker (de), Günter Reisch
- Scénario : Günther Rücker (de), Günter Reisch
- Photographie : Jürgen Brauer (de)
- Montage : Erika Lehmphul
- Musique : Karl-Ernst Sasse
- Sociétés de production : Deutsche Film AG
- Pays de production :  Allemagne de l'Est
- Langue de tournage : allemand
- Format : Couleur Orwo - Son mono - 35 mm
- Durée : 108 minutes (1h48)
- Genre : Film dramatique
- Dates de sortie :
  - Allemagne de l'Est : 2 septembre 1980
  - Allemagne de l'Ouest : 12 juin 1981
  - Hongrie : 22 juillet 1982

## Distribution
- Jutta Wachowiak (de) : Hella Lindau
- Regimantas Adomaitis : Hermann Reimers
- Slávka Budínová (cs) : Lola
- Christine Gloger (de) : Frenzel
- Inge Keller : Irene
- Käthe Reichel : Olser
- Hans-Joachim Hegewald (de) : Hensch
- Barbara Zinn (de) : Elsie
- Katrin Sass : Barbara
- Ewa Ziętek (de) : Hilde
- Ursula Braun (de) : Naudorf
- Katrin Martin (de) : Konrad